# イオンモール広島府中
イオンモール広島府中（イオンモールひろしまふちゅう）は、広島県安芸郡府中町に所在し、イオンモール株式会社が運営しているショッピングセンターである。

## 概要
ダイヤモンドシティ・ソレイユ（DIAMOND CITY SOLEIL）として開業。開業当初は約200店舗だった。2007年9月22日に、運営会社のダイヤモンドシティがイオンモールと合併した事に伴い、イオンモール広島府中ソレイユに変更。更に、2011年10月21日には現名称に再改称されたが、地域住民からはソレイユという名称で親しまれている。
旧名称の一部であるソレイユ（SOLEIL）とは、「太陽」を意味するフランス語で、建物は太陽をイメージしたデザインとなっている。店舗スペースは、店舗棟が1階から3階までの全フロアと4階の一部（シネマコンプレックス）に設けられ、それ以外のスペースは開放式の駐車スペースになっている。駐車場棟が5階建てで、敷地面積約126,000 m2、延床面積約256,000 m2、店舗面積約98,000 m2の中にビールの香りが残る活気と賑わいのある街づくりをコンセプトに作られ、以前は工場時代の煙突がシンボルタワーとして活用されていたりインフォメーションに蒸留釜が流用されていたりと、所々にビール工場の名残を伝える物が残されている。また、天井は非常に高く設定されている。
開業時の施設所有者はキリンビールで、キリンビール広島工場の跡地に「キリンビアパーク広島」と併設される形で所在していた。2017年6月1日付で土地・建物はイオンモールへ売却され、以降はイオンモールの物件となっている。
イオンと、専門店の一部店舗で電子マネー「WAON」「ICOCA（Suicaなどの相互利用が可能な、交通ICカードも可）」「iD」「QUICPay」が使用できる。
核テナントは、建物の西側にイオンスタイル広島府中 （1F・2F）。東側にサブ核ゾーンのL.A.S（1F - ROJI Dining、2F - UNIQLO、GU、3F - フタバ図書TERA）。その他のサブ核店舗は、南側の増床棟にコジマ×ビックカメライオンモール広島府中店、キッズリパブリック。従来棟にシネマコンプレックスの広島バルト11、namco、スポーツオーソリティ、トイザらス・ベビーザらス、その他約280店舗が出店している。
敷地内にある国鉄C11形蒸気機関車は、かつて可部線・三段峡駅に静態保存されていたものである。

## 歴史

### 出店まで
1998年8月27日に閉鎖になった旧キリンビール広島工場の跡地に商業施設を招致する方針が、同年9月4日にキリンビールより発表。1999年秋頃までに核店舗を決め、文化・娯楽施設の併設をめざし、誕生時には中国地方最大級の商業施設が出来ると報じられた。
1999年8月18日に、ジャスコと三菱商事が共同出資するデベロッパーダイヤモンドシティに委託する事を正式に決定。工場の施設をモニュメントとして活用して、2004年にオープンすると予告。また、土地はキリンビールが継続所有するとし、イトーヨーカ堂やマイカル、イズミ、フジなどの案から、府中町が当時掲げていた『水緑定住都市』のコンセプトに合致していたダイヤモンドシティの案が選ばれた。
2000年12月8日、ダイヤモンドシティとジャスコの共同記者会見が広島市内のホテルで行われ、核テナントはジャスコに、12館以上のシネマコンプレックスや行政機関の窓口、サテライトスタジオの設置などを検討していると発表した。その前日の中国新聞のダイヤモンドシティへの取材で、店舗形態はノードストロームのような「カジュアルデパート」をめざし、百貨店の招致と、約2000人の雇用が実現するとした。
2003年3月には、商業施設開設に合わせて新駅の設置を協議していることが明らかになった。
2003年9月30日、開業する商業施設の名称が「ダイヤモンドシティ・ソレイユ」に決定した。約10シアターのシネマコンプレックスと、180店の専門店を設置し、既存のキリンビアホール広島も改装することが明らかになった。
2003年11月末時点で、3分の1のテナントが決定。
2004年2月4日に、開業日を同年3月24日にすることを発表。ナフコ21スタイルやスポーツオーソリティなどの大型店舗の出店。車で40分圏内の約110万人を基本商圏と位置づけ、30代の夫婦をメインターゲットに位置づけ「上質で感性のある店づくり」をコンセプトにした。年間2000万人の集客および500億円の売り上げを目指すとした。また、カード会員向けに19日から23日までソフトオープンするとした。
商業施設のオープンに先立ち、2004年3月13日には、上述の新駅である天神川駅が開業。
そして、キリンビアパーク広島内に2004年3月24日（ソフトオープンは3月18日）にオープンした。

### 出店後
2010年1月から4月にかけて、全てのテナントの3分の1が入れ替わるリニューアルを順次行い、既存店についてもリニューアルや建物内の移転が行われた。その中で、L.A.Sの1Fにモスドが4月に日本国内で初出店した。 
また、キリンビアパーク広島にレストラン棟が存在した時は、建物内にある『キリンプラザ キッチン1938』なども、ソレイユの店舗の1つとして扱われたりもしていた。
開店時から2013年まで広島府中限定のメンバーカードを導入していたが、2013年7月に各モール共通のイオンモールメンバーズカードに移行した。新旧カード共に、割引クーポンの配布や駐車時間の延長サービスなどがあった。2016年8月31日をもってイオンモールメンバーズカードのポイント付与が終了し、イオンの共通ポイントカードであるスマートWAONに移行された。
2016年11月18日に増床棟がグランドオープン。2016年11月の増床オープンで約210店舗のリニューアルを行い、約280店舗になった。この増床により総賃貸面積が中四国最大のショッピングモールとなり、イオンモールの中でもイオンレイクタウン・イオンモール幕張新都心・イオンモール新利府・mozoワンダーシティに次ぐ5位となった。
2025年現在の西南日本で、同年3月にリニューアルオープンしたイオンモール橿原（総面積128,000㎡）に次ぎ、2番目に大きいショッピングモール（総面積98,000㎡）である。

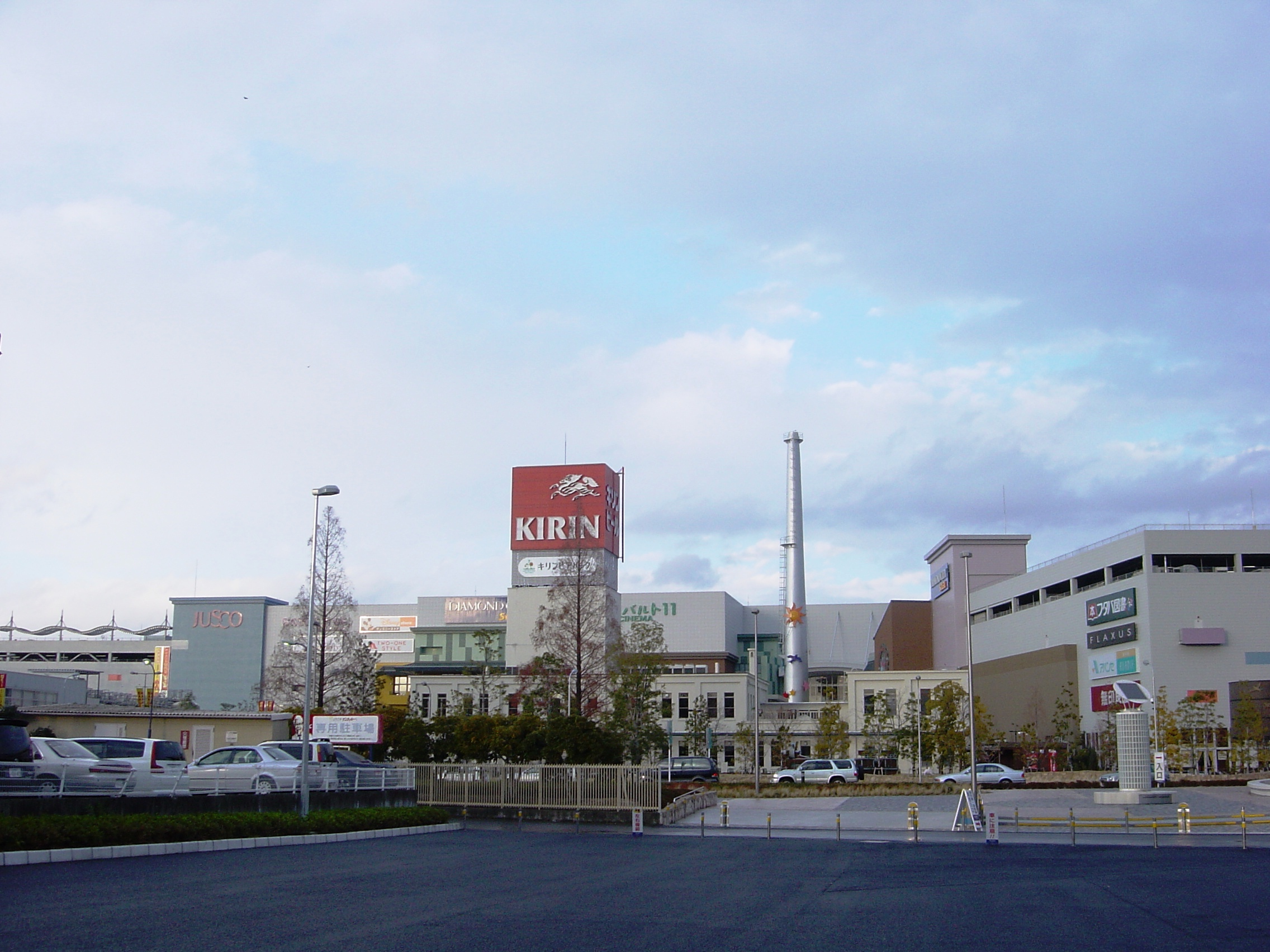
ダイヤモンドシティ・ソレイユ時代
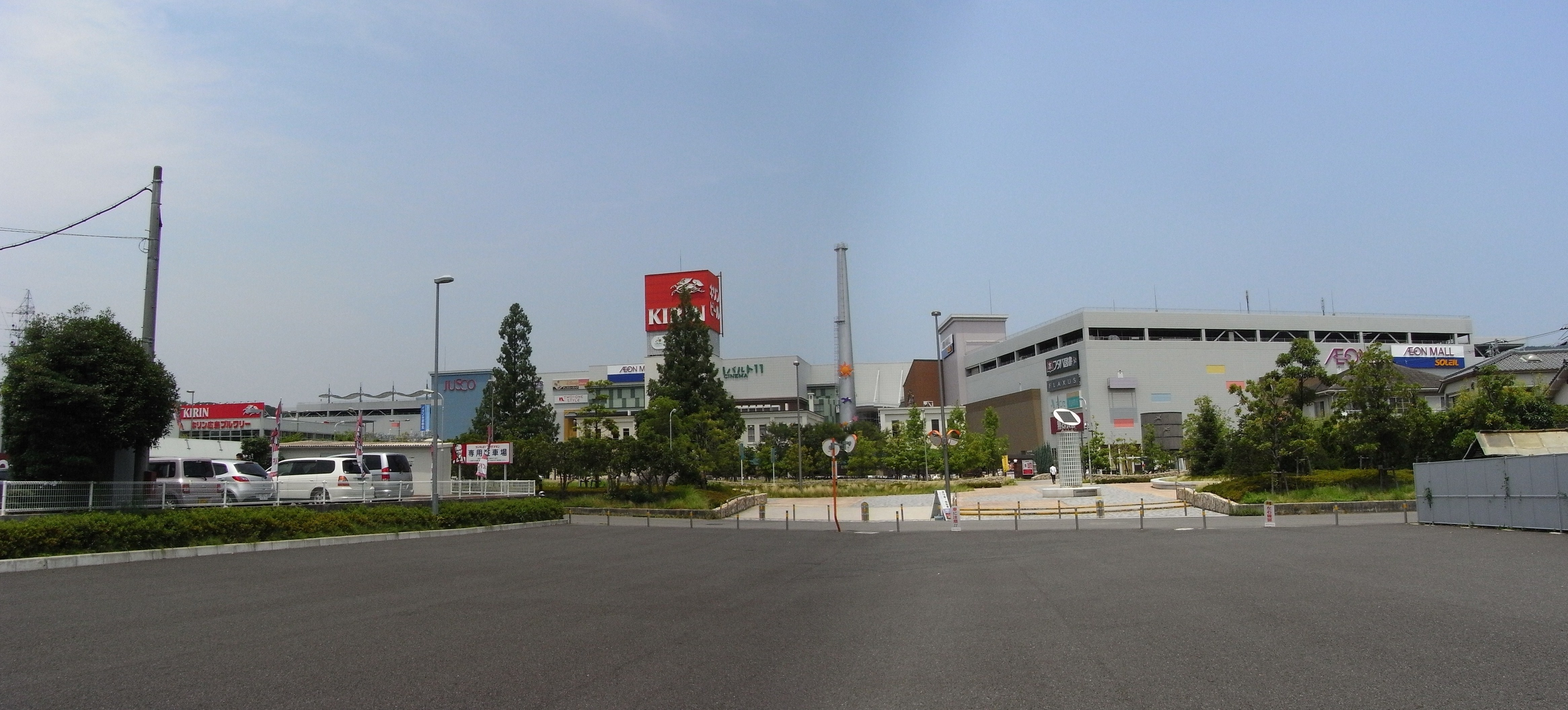
イオンモール広島府中ソレイユ時代
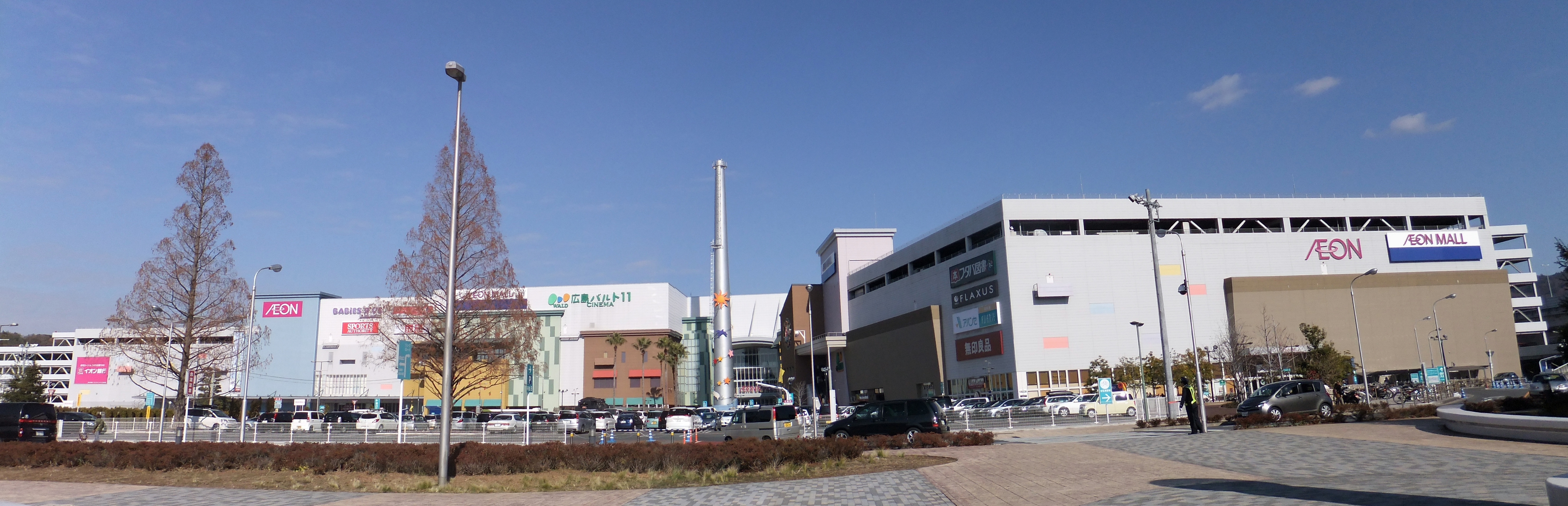
イオンモール広島府中（改装前）時代
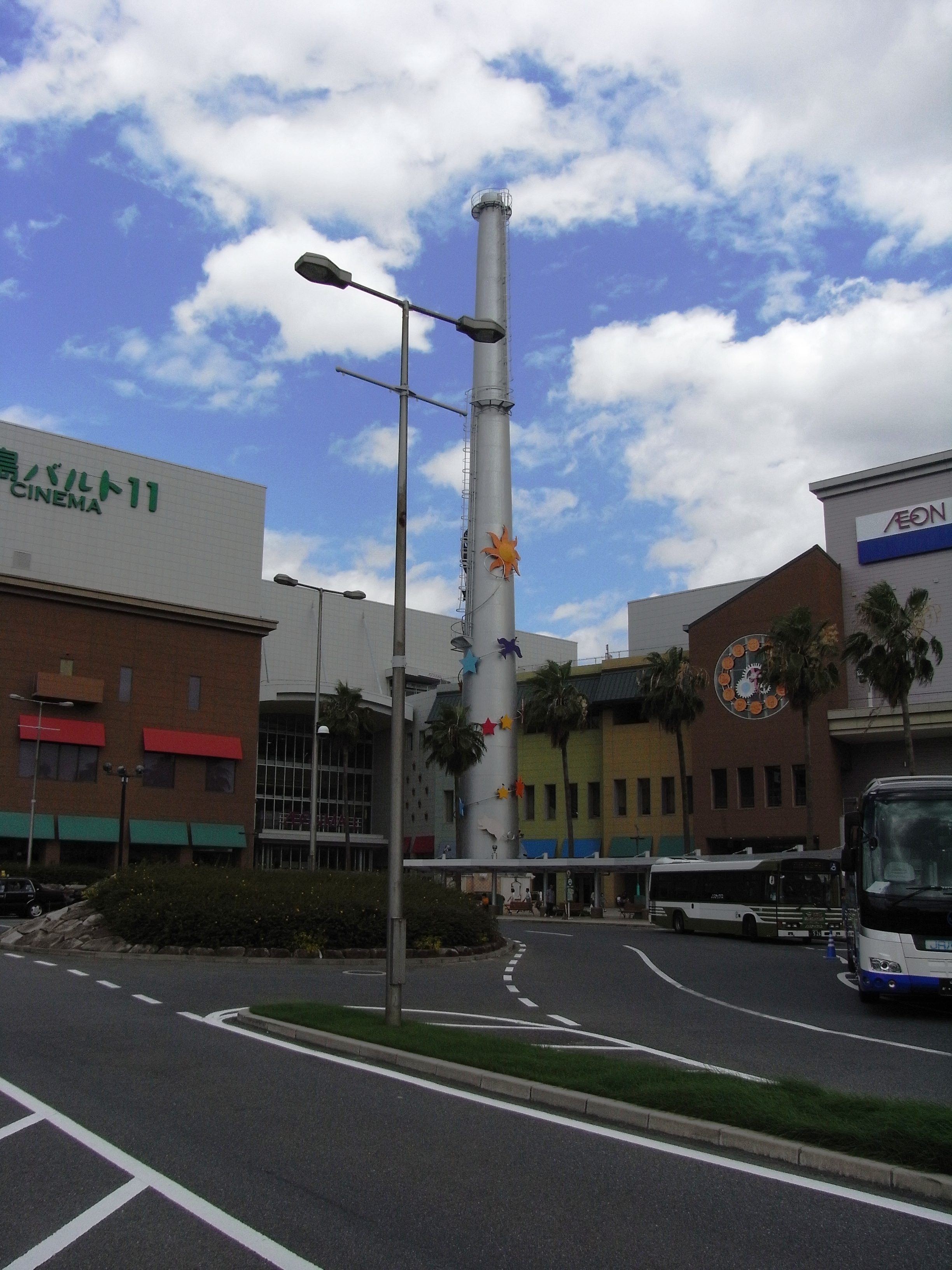
工場時代の煙突
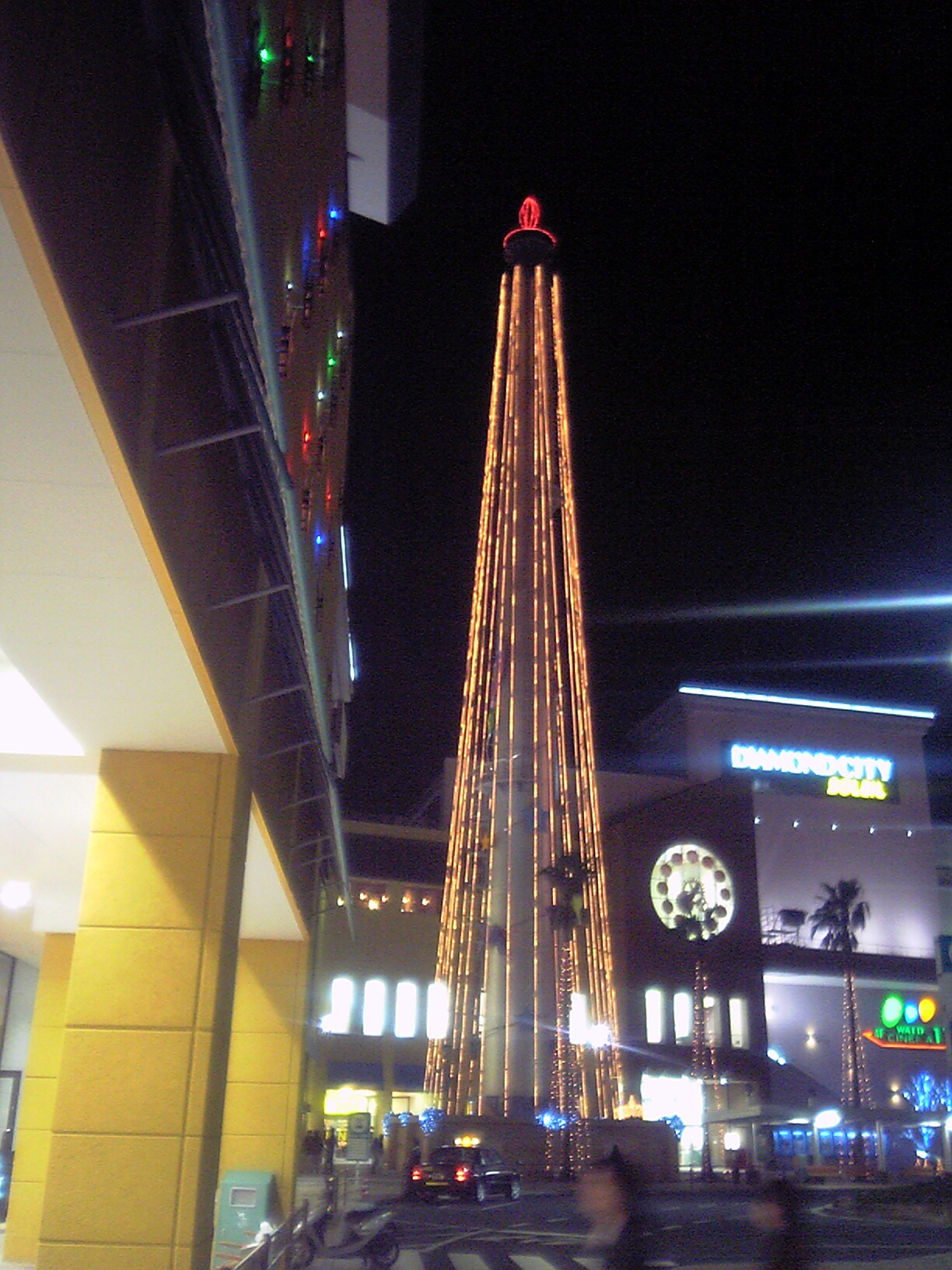
特徴的な煙突をクリスマスツリーに見立てライトアップ（2004年12月3日撮影）
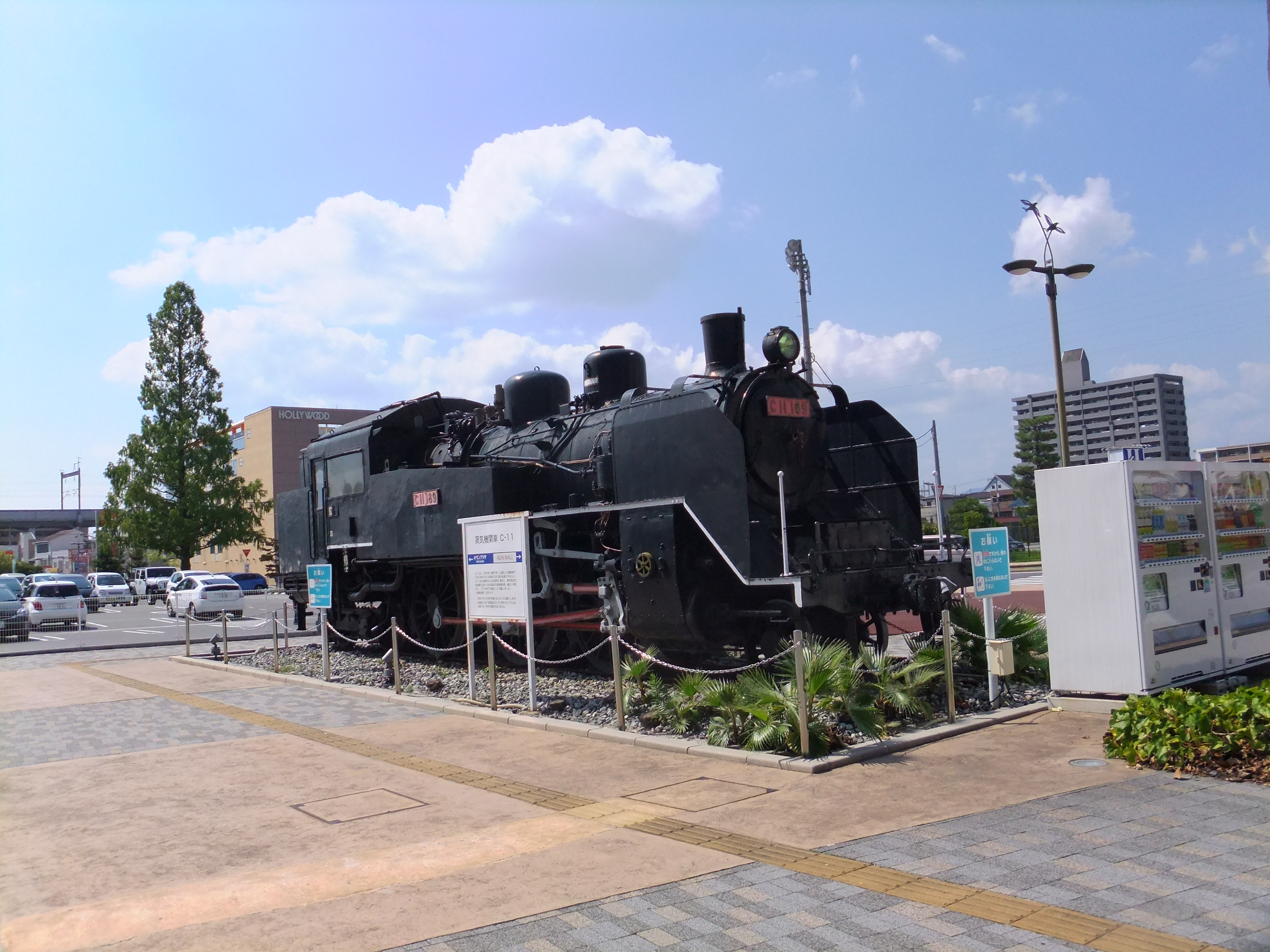
敷地内に展示してある蒸気機関車（2012年9月撮影）

## 広島バルト11
広島バルト11（ひろしまバルトいれぶん）は、イオンモール広島府中4Fにある映画館（シネマコンプレックス）。
2004年3月24日のソレイユの開店に合わせて開場した。ティ・ジョイ（出資率51%）、TOHOシネマズ（出資率49%）共同経営で、ティ・ジョイが運営主体になっている。
バルト11は、他の映画館の閉館などを伴わない新規開場の劇場だが、開業時には広島市内に存在した映画会社系の映画館は、2000年代後半の劇場の統廃合で、松竹東洋座・広島名画座は2008年4月30日に、広島東映・広島ルーブルは2009年11月13日に閉館。そして、残った広島宝塚1・2・3も2011年8月末で閉館したので、特に運営母体の東映・東宝系の広島地区での封切館の役割を果たす事になる。
名称の『バルト(WALD)』はドイツ語で『森』を意味し、バルト11以外に同様の名称を持つシネコンは、同じくティ・ジョイが運営主体でTOHOシネマズが共同運営している『新宿バルト9（新宿三丁目イーストビル内）』がある。
開業時より中四国最大の、11スクリーン・一般席1,957人+車いす席23人の計1,980人収容。一番入場人数が多いシアター10『バルト・ゴールド・シアター』は402人収容できる。他、内装や音響に配慮されている。また、座席はアーウィン社と共同開発した『バルトモデル』を使用。また開業時は、シアター10・11がデジタルシアターに対応していたが、現在では全シアターが対応している。
バルト11での独自の施策として、地元ブライダル会社と共同で映画館を使った結婚式『シネマウェディング』を日本初の継続実施や、サルベージ・マイスの世界初としている生放送による予告編放映などが行われている。
| シアター名 | 一般座席数 （HGS含む） | HGS数 | 車いす席数 | 備考                                                                           |
| シアター 1 | 273席                  | 0席   | 2席        |                                                                                |
| シアター 2 | 121席                  | 0席   | 2席        |                                                                                |
| シアター 3 | 152席                  | 0席   | 2席        |                                                                                |
| シアター 4 | 152席                  | 0席   | 2席        |                                                                                |
| シアター 5 | 123席                  | 0席   | 2席        |                                                                                |
| シアター 6 | 103席                  | 0席   | 2席        | MX4Dシアター。県内の4D対応シアターは3例目。                                    |
| シアター 7 | 101席                  | 0席   | 2席        |                                                                                |
| シアター 8 | 148席                  | 0席   | 2席        |                                                                                |
| シアター 9 | 98席                   | 0席   | 1席        |                                                                                |
| シアター10 | 402席                  | 20席  | 4席        | 開業時よりデジタルシアター対応 バルト・ゴールド・シアター IMAXデジタルシアター |
| シアター11 | 284席                  | 20席  | 2席        | 開業時よりデジタルシアター対応                                                 |
| 総数       | 1957席                 | 40席  | 23席       |                                                                                |

HGSは『ハイグレード席』の意味

## 交通アクセス

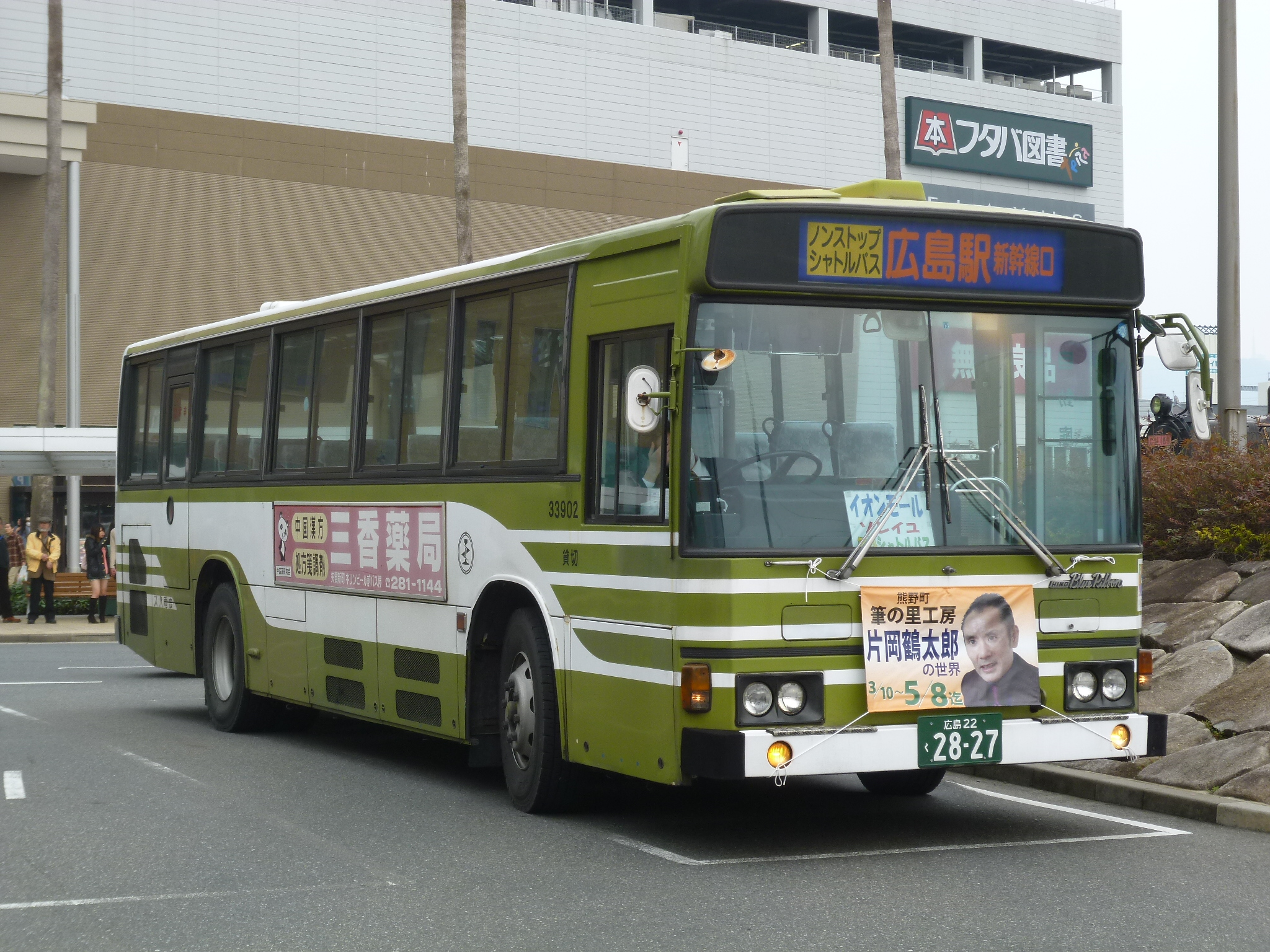
ノンストップシャトルバス

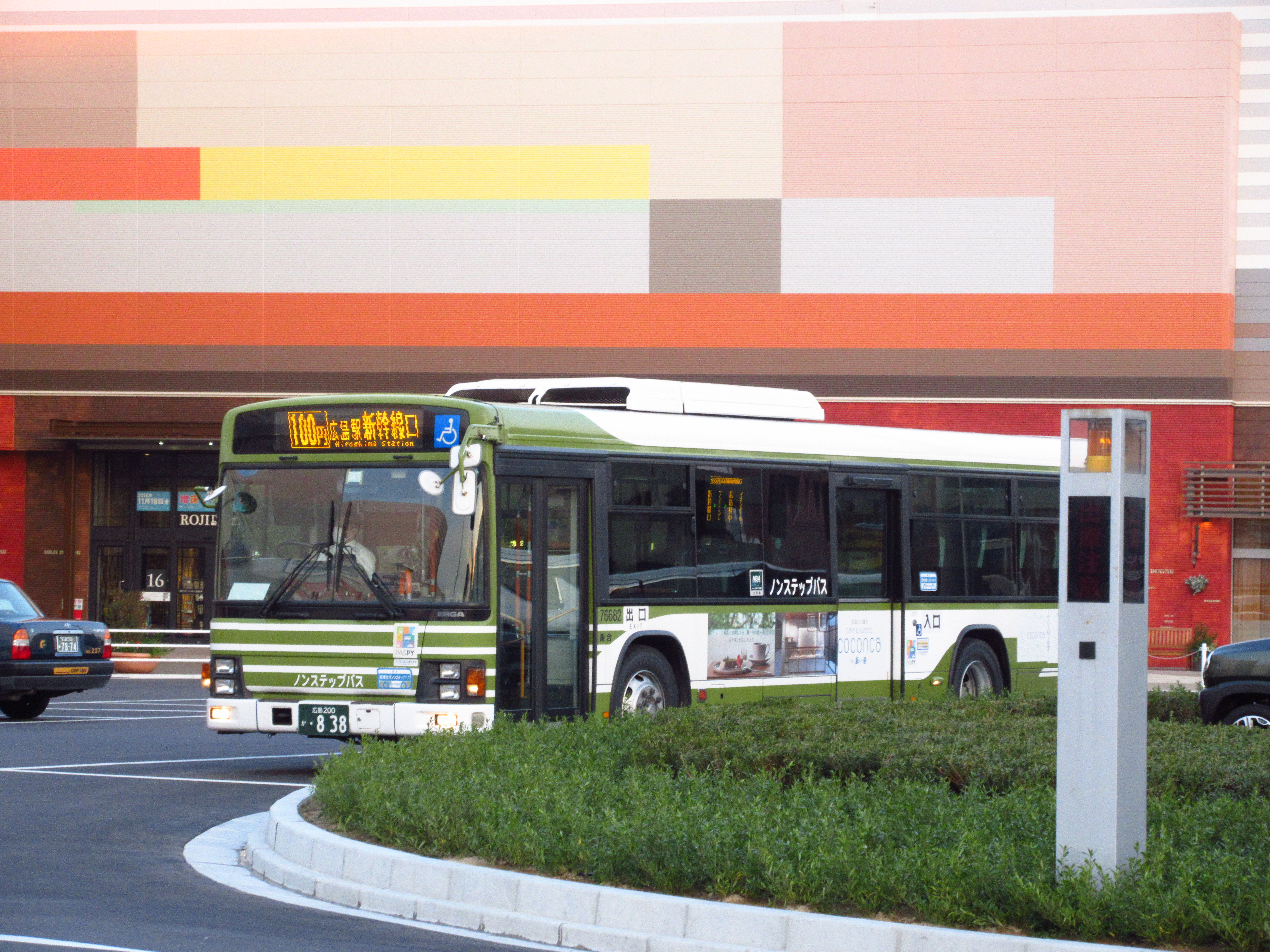
ノンストップシャトルバス
（有料化後）

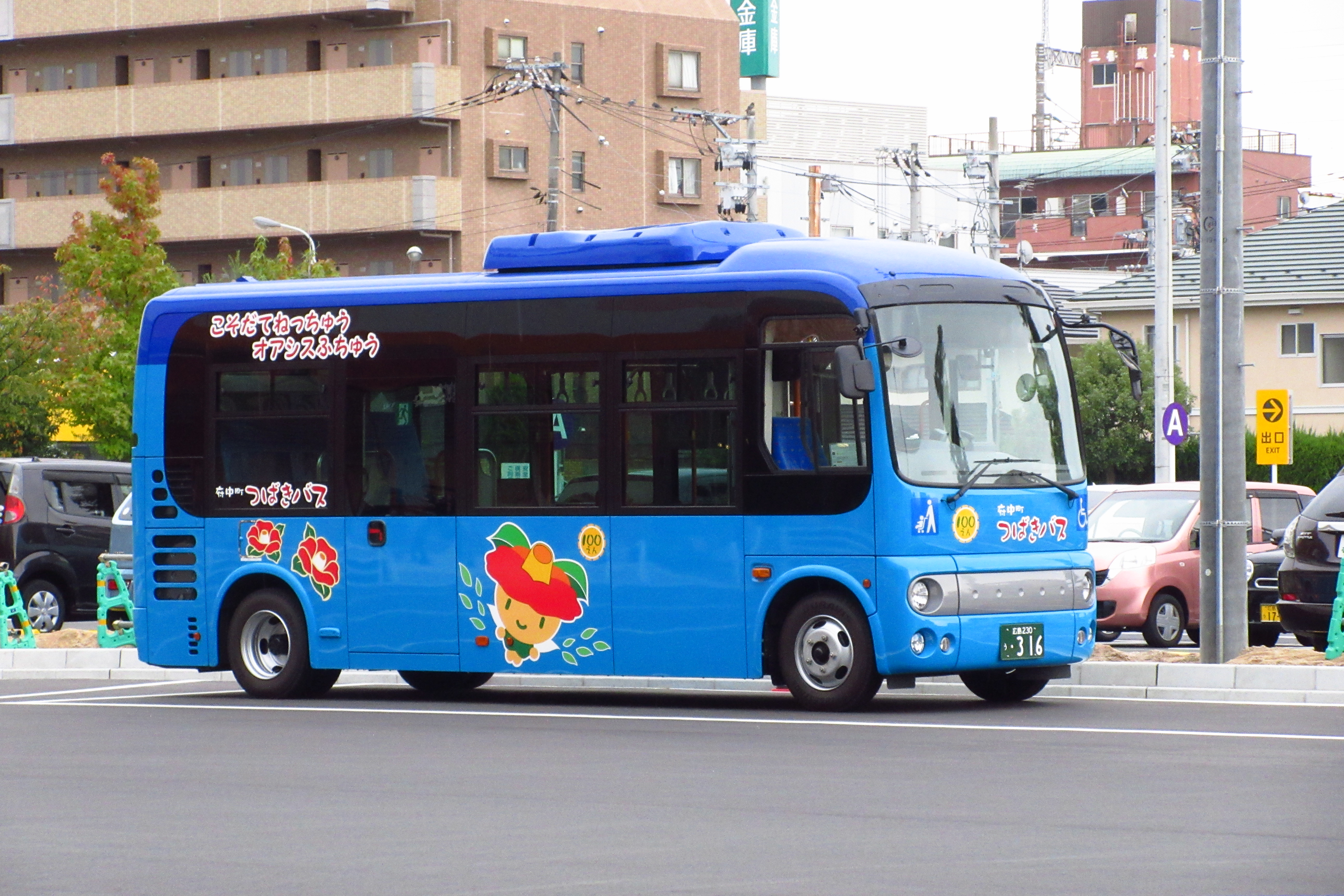
つばきバス

### 鉄道
- 天神川駅（JR山陽本線）[29] - 徒歩5分。この施設のオープンに合わせて設置された（ダイヤモンドシティが設置費用を負担した請願駅）
- 矢賀駅（JR芸備線） - 徒歩5分

### バス
広島駅新幹線口からイオンモール広島府中（バスターミナル）へシャトルバスが運行されている。その他最寄りのバス停は、天神川駅北（イオンモール広島府中前）バス停、矢賀新町2丁目バス停、矢賀新町バス停。2025年3月31日までバス小児運賃は無料となっている。また、広電バスは2号線の「天神川駅北」「矢賀新町2丁目」バス停利用を割引する平日昼トク回数券（平日9-16時台）・休日まるトク回数券（土日祝の全時間帯）をMOBIRYデジタルチケットサービスにて発売している。
- イオンモールシャトル[注釈 6]（広電バス）
  - 広島駅新幹線口（シェラトンホテル前） - イオンモール広島府中
- 2号線（広電バス[32]）
  - 県庁前・八丁堀・広島駅方面 - 矢賀新町 - 天神川駅北（イオンモール広島府中前） - 浜田1丁目 - 2-1府中永田 / 2-2府中山田 / 2-5,2-6府中ニュータウン方面
  - 2-7：県庁前・八丁堀・広島駅方面 - 矢賀新町2丁目 - 本町4丁目・温品4丁目方面
- 29号線 矢賀経由（広島バス[33]）
  - 広島バスセンター・八丁堀・広島駅方面 - 矢賀新町2丁目 - 本町4丁目・温品4丁目・小河原車庫方面
- 府中町内循環コミュニティバス「つばきバス」[34]
  - 北エリア 左回り、北エリア 右回り、南エリア 左回り、南エリア 右回り
- 矢賀新町2丁目バス停には高速バス「かぐや姫号」（広島 - 竹原市）も停車する

#### 自家用車
- 広島高速2号線がモールすぐ東を通っている。
  - 仁保JCT方面からの場合、矢賀出口より南へ5分程度
  - 温品JCT方面からの場合、府中出口すぐ

## 駐車・駐輪場
駐車場棟5階建てとなっていて、店舗棟と密接している。外部の平面駐車場を加えて駐車場の容量は5,000台で、平日は4時間まで、休日は3時間まで無料で駐車できる。映画を観覧する人は、2時間無料時間が延長される。それ以降の料金は30分間200円になっている。周辺の渋滞対策のため、モールの周辺には、1周するループ道が敷地内に整備されている。
しかし、それでも渋滞が解消されることが無い場合、やむを得ず駐車場が無料開放されるときもある。
駐輪場は2,500台分確保されている。